# Hommage à J.S.Bach / Ulica plná plášťov do dažďa
„Hommage à J.S.Bach“ / „Ulica plná plášťov do dažďa“ je první vydaná nahrávka slovenské artrockové skupiny Collegium Musicum. Byla nahrána v červenci 1970 ve studiu tehdejšího Československého rozhlasu v Brně a následně vydaná ve vydavatelství Panton jako 7" EP.
K popularitě skladby „Hommage à J.S. Bach“ (byla neoficiální znělkou Collegia) přispělo i to, že bylo několik let znělkou relace Slovenské televize Nad listami divákov (Nad dopisy diváků) a pod tímto názvem ji znalo i mnoho diváků. V hitparádě vydavatelství Panton se dostala na páté místo.
V roce 1991 tento singl vyšel v reedici spolu s LP Collegium Musicum a dvojalbem Konvergencie na dvojitém CD albu pod názvem Konvergencie.
V roce 2007 bylo toto EP spolu s LP Collegium Musicum digitálně remasterované a vydáno na společném CD pod názvem Collegium Musicum.
Michael Kocáb toto EP zařadil mezi svých 10 nejoblíbenějších klávesových nahrávek.

## Seznam skladeb

### A strana
1. „Hommage à J.S. Bach“ (Marián Varga)[pozn. 1] – 7:12

### B strana
1. „Ulica plná plášťov do dažďa“ (Marián Varga / Dušan Hájek) – 6:41

## Obsazení
- Marián Varga – varhany
- Fedor Frešo – basová kytara
- Pavel Váně – kytara
- Dušan Hájek – bicí

Realizace
- Jiří Chvojka – obal
- Juraj Bartoš – fotografie